# 布雷农河畔克莱雷
布雷农河畔克莱雷（法語：Clérey-sur-Brenon）是法国默尔特-摩泽尔省的一个市镇，属于南锡区（Nancy）韦泽利斯县（Vézelise）。该市镇总面积4.42平方公里，2009年时的人口为62人。

## 人口
布雷农河畔克莱雷人口变化图示